# Militärflugplatz Ankara-Etimesgut

i7
i11
i13
Der Militärflugplatz Ankara-Etimesgut (IATA-Code: ANK, ICAO-Code: LTAD) ist ein weitgehend militärischer Flugplatz, der 15 Kilometer vom Stadtzentrum entfernt in einem relativ dicht besiedelten Teil der türkischen Hauptstadt Ankara gelegen ist.
Es wird gemeinsam vom Türkischen Luftfahrtverband und den türkischen Luftstreitkräften genutzt und betrieben. Der Flugplatz hat den Status eines permanenten Luftgrenzübergangs.
Der südliche Teil wird vom Türkischer Luftfahrtverband THK (Turkish Aeronautical Association) genutzt.

## Geschichte

Mustafa Kemal Atatürk auf dem Flugplatz Etimesgut, 1932

Der Militärflugplatz Ankara-Etimesgut wurde in den 1930er Jahren erbaut und etwa 1932 in Betrieb genommen.
In den Jahren 1939 bis 1941, noch vor dem Zweiten Weltkrieg, wurde auf Ersuchen des Generalstabs die Flugzeugfabrik Etimesgut gegründet. Im Jahr 1944 wurden in der Flugzeugfabrik Etimesgut neben dem in Lizenz gebauten zweisitzigen britischen Schulflugzeug Miles Magister auch Segelflugzeuge der Typen THK-1, 3, 4, 7, 9, 13 sowie die Schul- und Transportflugzeuge THK-2, 5 und 10 hergestellt.
Das Ausbildungszentrum Etimesgut Türkkuşu, das dem Türkischen Luftfahrtverband angeschlossen ist, wurde 1935 gegründet. Der Flugplatz diente lange Zeit in erster Linie der Pilotenausbildung auch bei der THK. Junge Flieger, die von THK ausgebildet wurden, nahmen als Fallschirmjäger an der Luftlandeoperation während der türkischen Invasion Zyperns teil, die während des Zypernkonflikts 1974 stattfand. Während des Einsatzes wurden auch die Flugzeuge und Piloten der Institution mit militärisch wichtigen Aufgaben betraut.
Die Start- und Landebahn des Flugplatzes Etimesgut wurde für die Nutzung durch den Türkischen Luftfahrtverband nur mit einem Protokoll geöffnet.

## Ausstattung

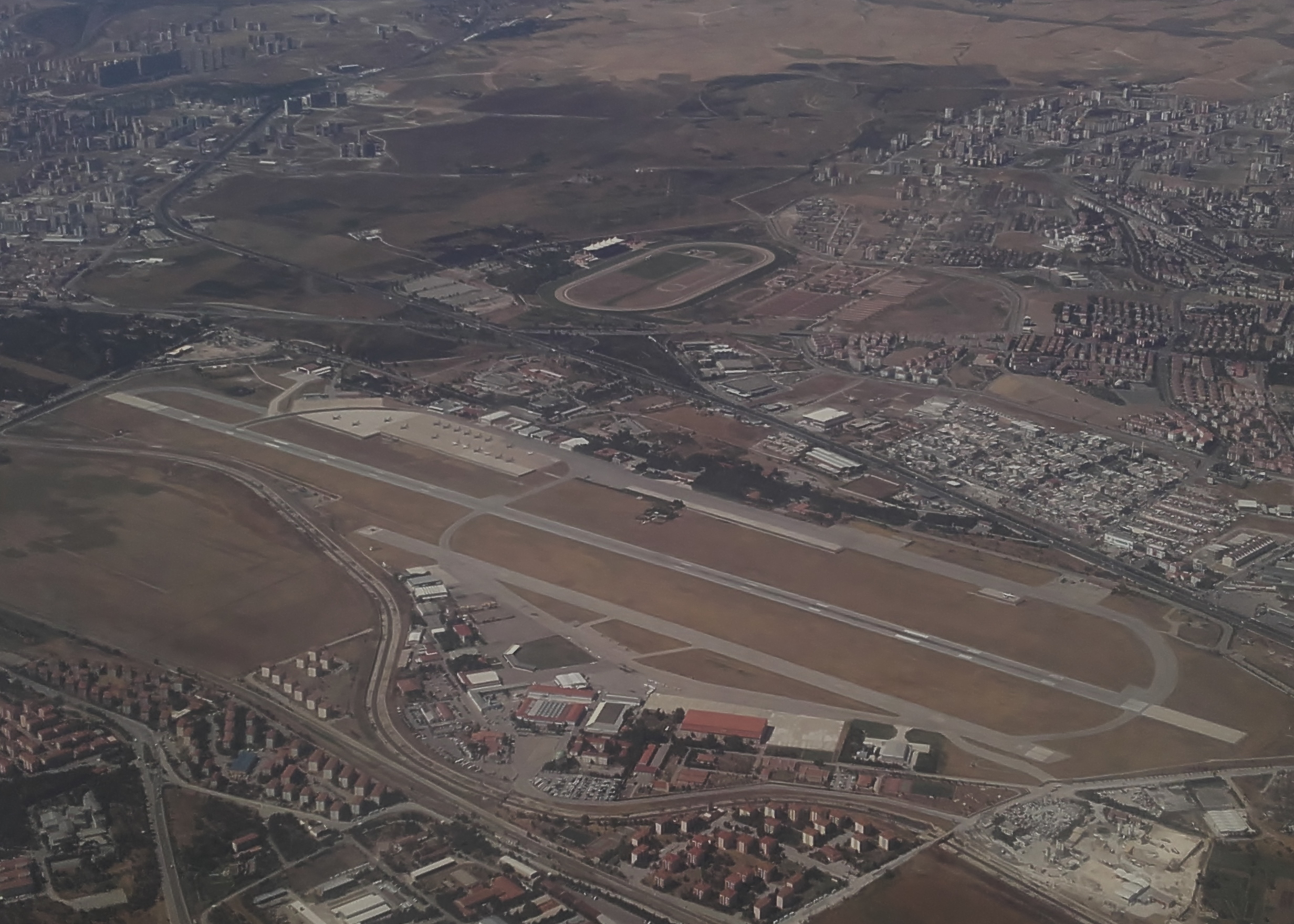
Luftbild des Flugplatzes, 2016

Der Flugplatz verfügt über zwei asphaltierte Start- und Landebahnen in etwa Ost-West-Richtung mit Längen von 1509 bzw. 2607 Metern. Der nördliche Teil des Geländes gehört dem Militär. Der südliche Teil wird von der türkischen Luftfahrtbehörde und vom Türkischen Luftfahrtverband THK genutzt. Im Nordosten des Platzes befindet sich das Ankara Air Museum, das für die Öffentlichkeit zugänglich ist.

## Nutzung

### Türkische Luftstreitkräfte
Am Flughafen Etimesgut befindet sich das 11. Luftlogistikkommando, das als Transporteinheit aufgestellt ist. Hier befinden sich in zwei Staffeln die Wartungs- und Transporteinheiten der Luftwaffe. Diese sind 211. Squadron („Traveler“) und 212. Sie wird Private Squadron („Falke“) genannt. Die Flugzeuge, die sich im Besitz der Staffeln befinden, sind wie folgt:
- 211th Squadron („Navigator“): CASA CN235M-100 (Fracht und Krankentransport) und CASA CN-235EW (elektronische Aufklärung/Signalaufklärung).
- 212th Private Squadron („Falcon“): Cessna Citation II, Cessna Citation III, Bell UH-1H Iroquois, Grumman Gulfstream IV, CASA CN235M-100 und Cessna Cessna Citation VII.

### Türkischer Luftfahrtverband
Der Türkische Luftfahrtverband besitzt die folgenden Flugzeuge:
Antonow An-2, Canadair CL-215, Cessna 172, Cessna 206, Dornier Do 28, NAC Fieldmaster, Piper PA-44 Seminole, PZL-104 Wilga und PZL M18 Dromader.

## Zwischenfälle
Von 1946 bis Dezember 2024 kam es am Militärflugplatz Ankara-Etimesgut und in seiner näheren Umgebung zu mindestens 13 bekannt gewordenen Totalschäden von Flugzeugen. Bei 6 davon kamen insgesamt 28 Menschen ums Leben. Auszüge:
- Am 14. August 1949 fiel an einer Douglas DC-3/C-47A-25-DK der türkischen Luftstreitkräfte (Luftfahrzeugkennzeichen TAF 6063) beim Start vom Militärflugplatz Ankara-Etimesgut ein Triebwerk aus. Die Maschine stürzte ab und wurde zerstört. Alle 7 Insassen wurden getötet, drei türkische Besatzungsmitglieder und vier britische Soldaten.[4]

- Am 25. Dezember 1951 stürzte eine Douglas DC-3/C-47A-80-DL der türkischen Luftstreitkräfte (CBK-20) auf dem Weg vom Militärflugplatz Ankara-Etimesgut nach Istanbul im Park Atatürk Orman Çiftliği (Ankara, Türkei) ab. Alle 6 Insassen, Besatzungsmitglieder und Passagiere, wurden getötet. Der Unfall war vermutlich auf Vereisung zurückzuführen. Das Flugzeug wurde zerstört.[5]

- Am 14. November 1952 verunglückte eine Douglas DC-3/C-47A der türkischen Luftstreitkräfte (TAF 6008) bei Sincan (Ankara) (Türkei), nachdem sie vom Militärflugplatz Ankara-Etimesgut gestartet war. Das Flugzeug wurde zerstört. Alle 4 Besatzungsmitglieder kamen ums Leben.[6]

- Am 16. April 1959 verunglückte eine Douglas DC-3/C-47A-70-DL der Türkischen Luftstreitkräfte (ETI-82) beim Start vom Militärflugplatz Ankara-Etimesgut, nachdem ein Triebwerk ausgefallen war. Dabei wurden 2 Insassen getötet. Das Flugzeug wurde zerstört.[7]

- Am 11. März 1960 kollidierte eine Douglas DC-3/C-47 der Türkischen Luftstreitkräfte (unbekannt) beim Rollen auf dem Militärflugplatz Ankara-Etimesgut mit einem Lastwagen und einer DC-3/C-47 der United States Air Force (USAF). Die türkische C-47 verlor eine Tragfläche, die 100 Meter weit flog, an der C-47 der USAF brach hinter der Tragfläche das Heck ab. Alle Insassen, Besatzungsmitglieder und Passagiere, überlebten den Unfall. Beide Flugzeuge wurden zerstört.[8]

- Am 16. November 1965 verunglückte eine Douglas DC-3/C-47A-80-DL der türkischen Luftstreitkräfte (H-060) im Anflug auf den Militärflugplatz Ankara-Etimesgut. Alle 9 Insassen, Besatzungsmitglieder und Passagiere, wurden getötet.[9]

- Am 27. September 1973 verunglückte eine Douglas DC-3/C-47B-1-DK der türkischen Luftstreitkräfte (43-6022) am Militärflugplatz Ankara-Etimesgut. Nähere Einzelheiten sind derzeit nicht verfügbar. Es gab keine Todesfälle. Das Flugzeug wurde zerstört.[10]

- Am 5. November 1974 verunglückte eine Douglas DC-3/C-47A-65-DL der türkischen Luftstreitkräfte (ETI-19) am Militärflugplatz Ankara-Etimesgut. Nähere Einzelheiten sind derzeit nicht verfügbar. Es gab keine Todesfälle. Das Flugzeug wurde zerstört.[11]

- Am 25. September 1987 wurde eine Douglas DC-3/C-47A-75-DL der türkischen Luftstreitkräfte (TAF 12-036) am Militärflugplatz Ankara-Etimesgut laut „Flight International“ irreparabel beschädigt. Nähere Einzelheiten sind nicht verfügbar. Es gab keine Todesfälle.[12]